# Canna Nobutoshi

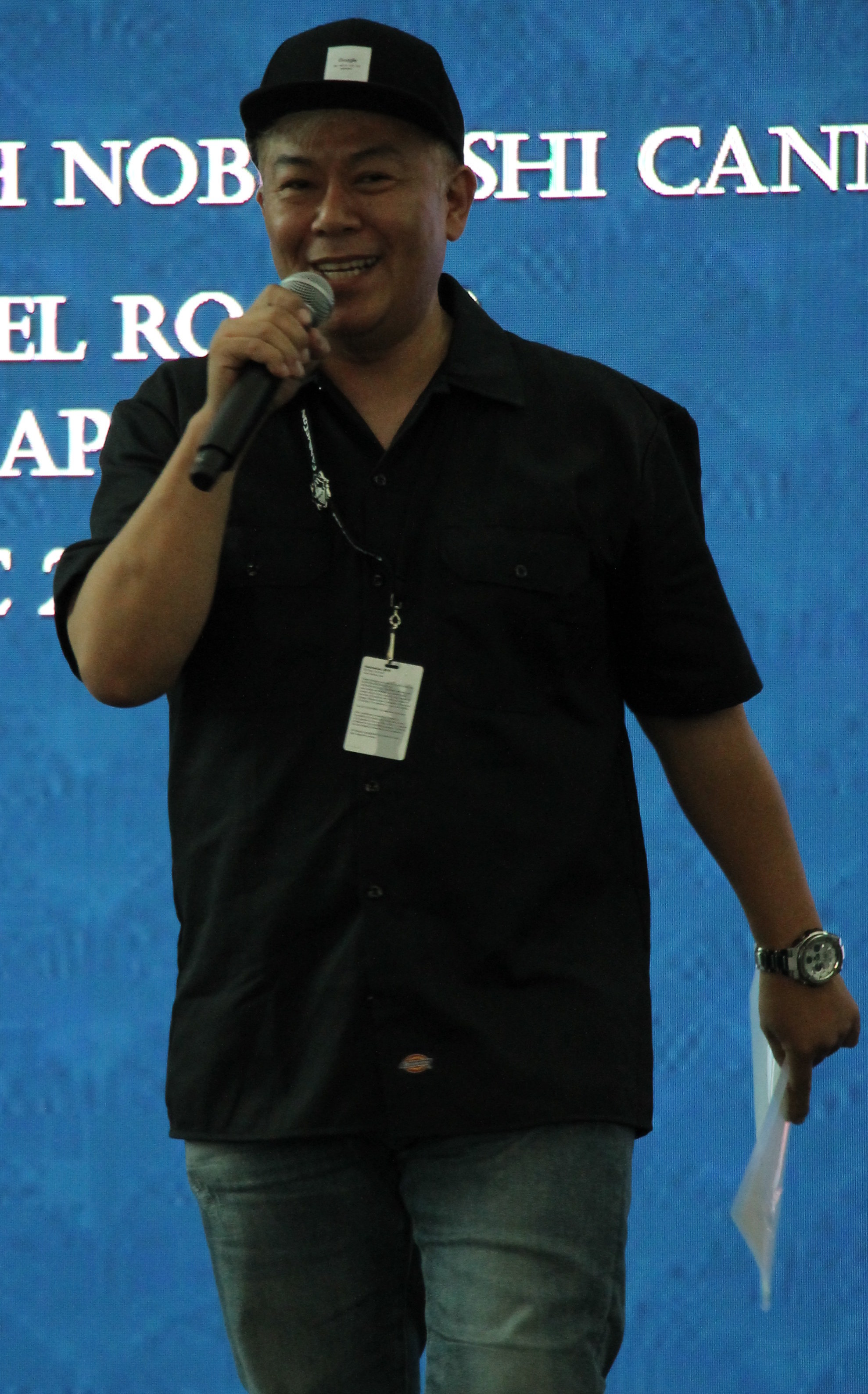
Canna Nobutoshi

Canna Nobutoshi, tidigare Hayashi Nobutoshi, är en japansk röstskådespelare (seiyuu). Han föddes den 10 juni 1968. Några av hans mer kända roller är Guts från animen Berserk och Kabuto Yakushi från Naruto.

## Roller (Canna Nobutoshi)
- 009-1 - Norman
- Air - Ryuya
- Angel Heart - Yuji Fukutome (avsnitt 25-26)
- Angelique - Randy
- Baccano! - Ronny Sukiart
- Beast Machines: Transformers - Nightscream; Oracle
- Beyblade: Shogun Steel - Akuya Onizaki
- Black Cat - River Zastory
- Black Jack - Makube Rokuro
- Bleach - Nnoitra Jiruga
- Blue Gender: The Warrior - Keith
- Bōken Yūki Pluster World – Zagarian
- Bomberman Bidaman Bakugaiden - Dark Prince; Jack
- Campione! - Perseus
- Carnival Phantasm – Lancer
- Case Closed - Bungo Tatei (avsnitt 453); Fukuyama (avsnitt 222-224); Jinpei Matsuda (avsnitt 304); Kouji Furukawa (avsnitt 187); Naoto Tachikawa (avsnitt 295)
- Chō Mashin Eiyūden Wataru - Doran
- Coo: Tooi Umi Kara Kita Coo - Pilot
- Cooking Master Boy -Leon
- Corpse Princess -Honda
- Crayon Shin-chan: Arashi o Yobu Mōretsu! Otona Teikoku no Gyakushū - Hero SUN
- Cyborg 009 The Cyborg Soldier - Jean-Paul Arnoul (avsnitt 11)
- Daigunder - Taigamaru
- Detective Conan: Jolly Roger in the Deep Azure - Yamataro Izu
- Detective Conan: The Raven Chaser - Shun Sawamura
- Digimon Fusion - Examon
- Dragon Ball Z - Robber C (avsnitt 200); Young Man (avsnitt 201)
- DT Eightron - Rosso
- Fate/stay night - Lancer
- Fighting Spirit - Yusuke Oda
- Final Fantasy: Unlimited - Kaze; Poshpocket
- Fushigi Yugi - Tasuki
- Future GPX Cyber Formula Sin - Leon Earnhardt; Makoto Katakiri
- Gad Guard - (ep 22)
- Galaxy Angel - Green
- GetBackers - Ban Mido
- Giant Killing – Mochida
- Guilty Crown - Makoto Waltz Seiga
- Gundam Build Fighters - Rainer Cziommer
- Hand Maid May - Dye-Dye Red (avsnitt 6); Totaro Nanbara/Commando-Z; Yamazaki
- Hell Girl: Three Vessels - Yukihiko Kikuchi (avsnitt 21)
- Initial D - Kai Kogashiwa
- Inukami! - Dai Youko
- Inuyasha - Hiten
- Inuyasha the Movie 4: Fire on the Mystic Island - Ryura
- Itazura na Kiss - Keita Kamogari
- Junjō Romantica - Nowaki Kusama
- Kamen Rider Hibiki and the Seven War Demons (live-action movie) - Hitomitsu (voice)
- Koi suru Tenshi Angelique - Randy
- Kurau: Phantom Memory - Doc (avsnitt 13)
- Legend of Crystania: The Chaos Ring - Matisse
- Legend of the Galactic Heroes - Karl Eduard Bayerlein (2nd voice)
- Little Busters! - Masato Inohara
- Mahoromatic - Automatic Maiden - Narration (avsnitt 1)
- Mahoromatic: Something More Beautiful - Suguru Misato (avsnitt 14)
- Megaman Star Force - Cygnus
- Meine Liebe - Josef Torger
- Mirmo Zibang! - Wachi
- Naruto - Kabuto Yakushi
- Naruto - Shikamaru Nara (avsnitt 141)
- Nintama Rantaro - Koheita Nanamatsu
- Offside - Yoshihiko Ibino
- Persona 3 the Movie #2 Midsummer Knight's Dream - Takaya Sakaki
- Phi-Brain - Puzzle of God - Crush (avsnitt 2)
- Planetes - Leonov; Nin (avsnitt 14); Reporter (avsnitt 19)
- Pokémon - Black Kitao (avsnitt 203); Satake (avsnitt 163)
- Pokémon Chronicles - Tsuyoshi
- Pokémon Mystery Dungeon: Explorers of Time and Darkness - Heigani
- Pokémon Mystery Dungeon: Team Go-Getters Out of the Gate! - Gengar
- Project ARMS - Ryou Takatsuki
- Rave Master - Jegan
- Saint Seiya Omega - Volans Argo
- Saint Seiya: The Hades Chapter - Aquarius Camus
- Shaman King - "Muscle Punch"
- Shikabane Hime: Kuro - Honda
- Shin Shonan Bakusozoku Arakure Knight - Hideo Noguchi
- Shonen Onmyouji - Abe no Narichika
- Smile Precure! - Genji Midorikawa
- Sonic X - Knuckles
- Soul Eater - Giriko
- (The) Story of Saiunkoku - Yuushun Tei
- Super Bikkuriman - Black Knight (avsnitt 39, 41); Crystal Tenshin
- Super Robot Wars OG: The Inspector - Axel Almar
- Tactics - Seiichi (avsnitt 4)
- Tattoon Master - ?
- Tokyo Mew Mew - Pie
- Transformers: Animated - Swindle
- Transformers: Energon - Inferno; Laserwave; Sixshot; Unicron
- Uta∽Kata - Kai Tōdō
- Yu-Gi-Oh! Duel Monster GX - Chairman Kagemaru ("ung"; avsnitt 48-49)
- Zatch Bell - Gensou
- Zombie-Loan - Akatsuki Yuuri

## Roller(Hayashi Nobutoshi)
- 3x3 Eyes Seima Densetsu - Naparuba; Naparva
- After War Gundam X - Belno
- Aoki Densetsu Shoot! - Shiraishi Kenji
- Armitage III - Chris Brown
- Azuki-chan - Katsuya Toujou
- Berserk - Guts
- Bewitching Nozomi - Ryoutarou
- Blue Butterfly Fish - Ushio
- Colorful - Hirokawa
- Dark Cat - Nishimura
- Dragon Ball Z Movie 8: The Legendary Super Saiyan - Examiner
- Dragon Warrior - Prince Frank
- Fatal Fury 2: The New Battle - Hopper
- Fortune Quest - Crey
- Fushigi Yugi - Tasuki
- Future GPX Cyber Formula - Makoto Katagiri
- Future GPX Cyber Formula Saga - Leon Earnhardt
- Gasaraki - Takurou Suemi
- Generator Gawl - Gawl
- Heisei Inu Monogatari Bow - ?
- Here Is Greenwood - Aoki
- I Dream of Mimi - Junpei
- I'm Gonna Be An Angel - Gabriel
- Karaoke Senshi Mike-tarou - Karaoke Leader (avsnitt 16)
- Kikou Keisatsu Metal Jack - Kanzaki Ken
- Kindaichi Shounen no Jikenbo - Jinma; Ryuunosuke
- Kinnikuman: Kinnikusei Ōi Sōdatsu-hen - Geronimo
- Legendary Brave Da Garn - Hawksaver
- Macross 7 - Basara Nekki
- Marriage - Sho Nakamoto
- My Dear Marie - Tanaka
- On A Paper Crane - Tomoko's Adventure - ?
- Patlabor The Mobile Police: The New Files - Mizoguchi (avsnitt 14)
- Record of Lodoss War: Chronicles of the Heroic Knight - Parn
- Sailor Moon - Guard (avsnitt 22)
- Sailor Moon R - Official (avsnitt 50)
- Samurai Champloo - Kinumasa (avsnitt 9)
- Shaman King - Pailong
- Shonan Bakusozoku - Legion C (avsnitt 8)
- Shonan Junai-gumi! - Makoto Hashiri
- Slam Dunk - Okusu
- Slam Dunk - Ishii Kentarou; Jin Souichirou; Nagano Mitsuru; Shiozaki Tetsushi; Takatsu Hiroshi; Yuuji Okutsu
- Sorcerer on the Rocks - Genmi
- Sotsugyou M: Oretachi no Carnival - Syo Nakamoto
- Those Who Hunt Elves - Yuri (avsnitt 3)
- Tokyo Pig - Kuro-buta
- Wakakusa Monogatari Nan to Jou Sensei - Dan
- Weather Report Girl - Yamagishi
- Yamato 2520 - Bob; Pete